# Schwäbisch Hall
Schwäbisch Hall, coneguda popularment com a Hall, és una ciutat del nord-est de l'estat de Baden-Württemberg d'Alemanya, a uns 37 km a l'est de Heilbronn i a uns 60 km al nord-est de Stuttgart. És la ciutat més gran i la capital del districte del mateix nom.

## Llocs d'interès

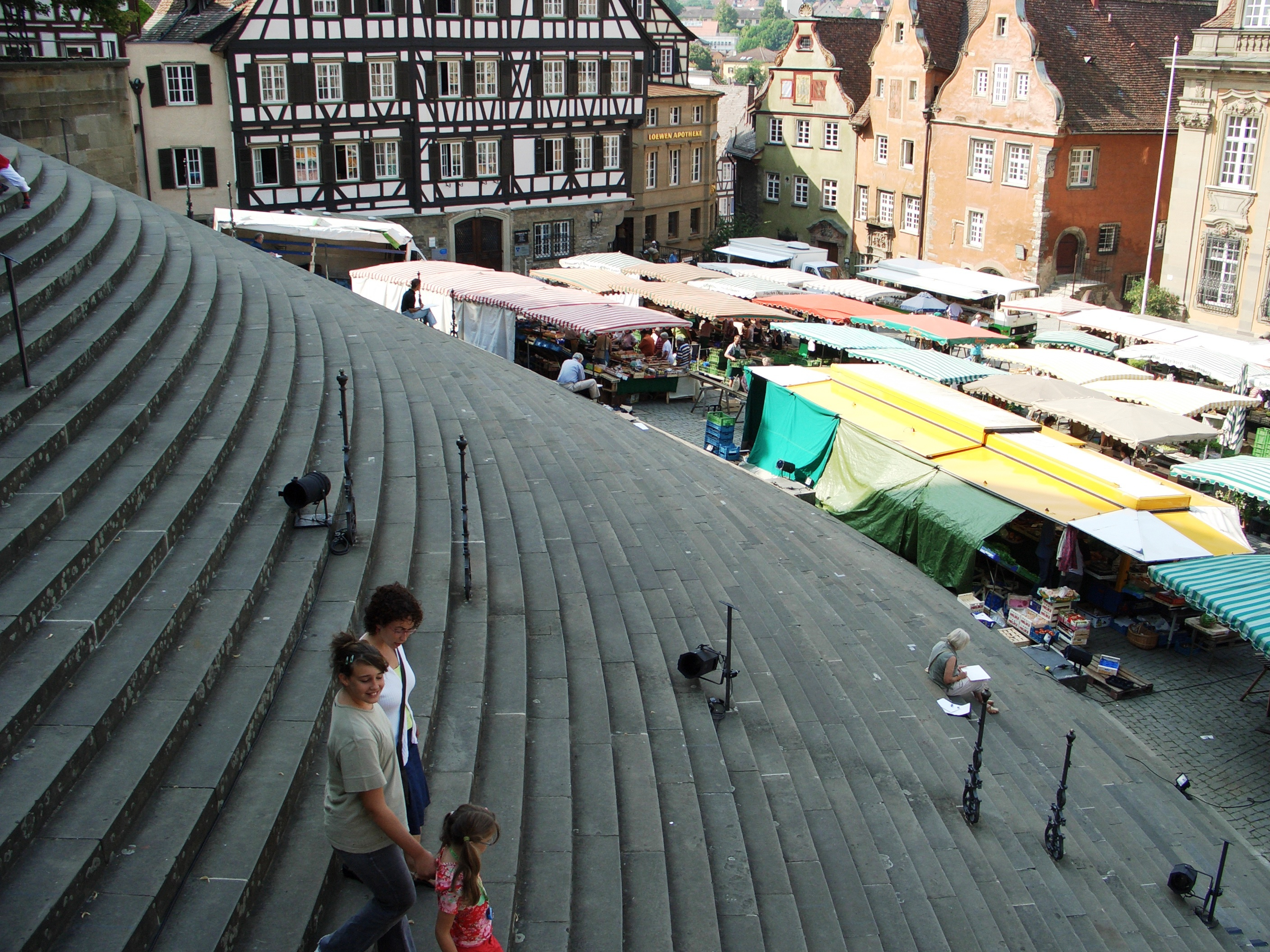
Escalinates de la plaça del mercat

Destaca la plaça del mercat (marktplatz), edificada sobre un terreny en pendent, amb l'escalinata que porta fins a l'església de Sant Miquel, que serveix de magnífic escenari als actors d'un festival que se celebra de juny a agost. La plaça està envoltada de cases de diferents estils arquitectònics, des del gòtic fins al barroc.
Davant de l'església s'alça l'ajuntament de finals del barroc (1730-1735) amb una torre amb rellotge.
La font de la plaça (1509) es recolza sobre un mur decorat amb les estàtues de Samsó, sant Miquel i sant Jordi.

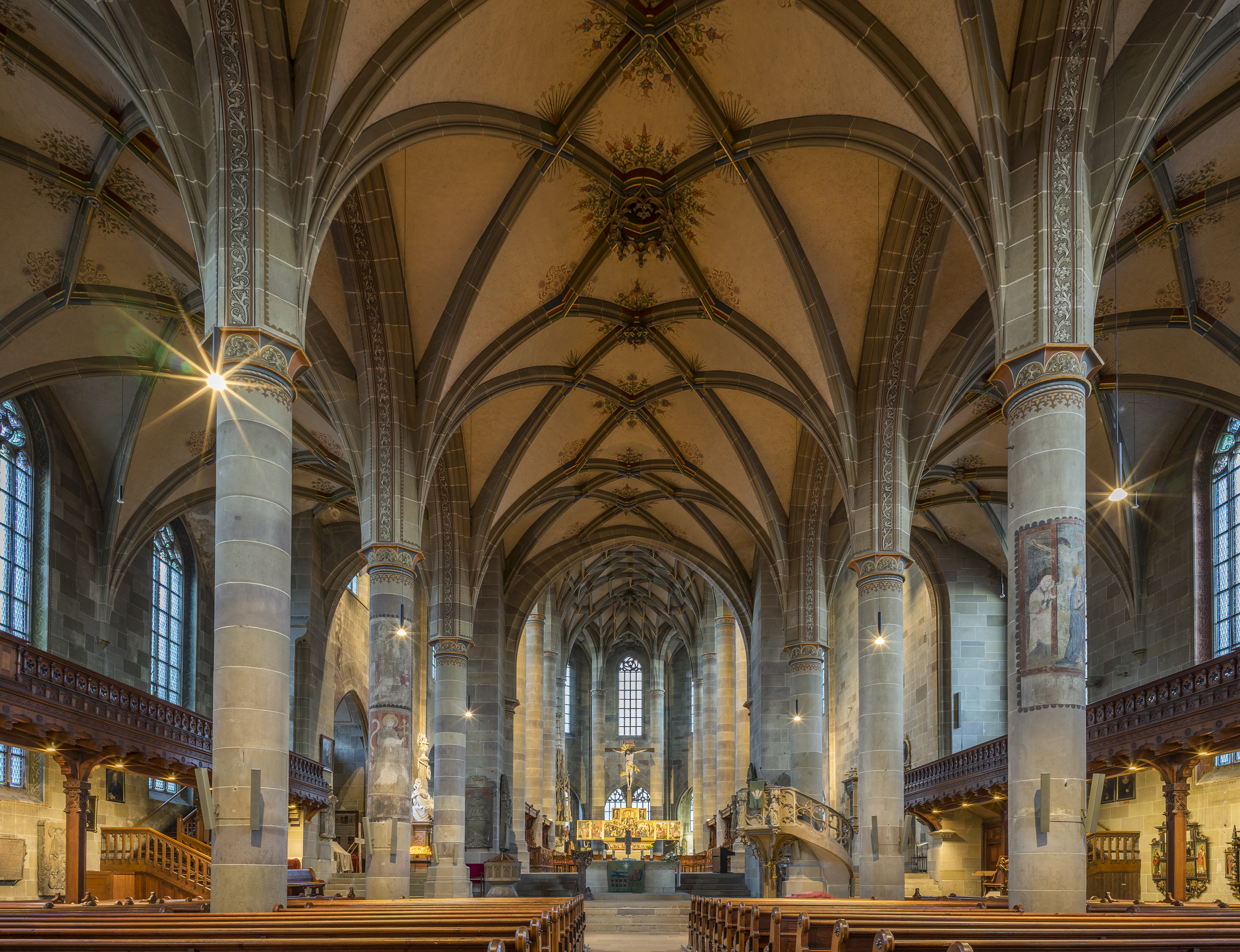
Interior de l'església de Sant Miquel

Una escalinata de 53 esglaons condueix fins a l'església de Sant Miquel i l'atri, que s'obre fins a la torre romànica amb un afegit renaixentista. Al segle xv es va reconstruir l'interior en estil gòtic i ricament decorat, i un segle després fou edificat el seu presbiteri d'estil gòtic tardà.

## Mort a Schwäbisch Hall
- August Heissmeyer (1897-1979), nazi i criminal de guerra